# Skørbæk-Ejdrup Friskole og naturbørnehave
Skørbæk-Ejdrup friskole og naturbørnehave er en friskole og naturbørnehave ved Halkær bredning i Himmerland. Den ligger mellem landsbyerne Skørbæk og Ejdrup ca. 12 km sydvest for Nibe i Aalborg Kommune.
Friskolen blev grundlagt i 1915. Den har omkring 172 elever fra 0.-9. klasse og en naturbørnehave med omkring 25 børn. Friskolen er inspireret af N.F.S. Grundtvig og Christen Kold.
Medlem af Dansk Friskoleforening